# Pieter de Jode I
Pieter I de Jode (Antwerpen, 1570 - aldaar, 9 augustus 1634) was een Vlaams graveur en vader van Pieter de Jode II.

## Biografie
Pieter I de Jode werd geboren in Antwerpen als zoon van Gerard de Jode. Hij maakt deel uit van een familie graveurs. Pieter I de Jode verdiende de kost als tekenaar, graveur en uitgever. Hij was uitgever van bepaalde prenten van de Rubens- grafiek en kreeg zijn opleiding bij Hendrik Goltzius. 
In 1595 maakte de Jode een reis naar Italië, meer bepaald Rome. Hier kreeg hij de kans om naar grote meesters zoals Titiaan, Giulio Romano en Jacopo Bassano te graveren.Daarna reisde hij naar de Noordelijke Nederlanden. Hier werd hij leerling van de kunstenaar Hendrik Goltzius. De stijl van Goltzius zinderde, vanwege zijn opleiding, sterk door in de vroege gravures van Pieter I de Jode. Later maakte hij nog een reis naar Frankrijk. 
Pieter I de Jode vervaardigde gravures naar werken van Bartholomeus Spranger, Sebastiaen Vrancx, Otto van Veen, Antoon van Dyck en Rubens. Tijdens 1599/1600 werd de graveur toegelaten in de Antwerpse Sint-Lucasgilde. Pieter de Jode was waarschijnlijk aanwezig in Rubens’ atelier vanaf ca. 1612 maar deze datum staat niet vast.  
In 1621 graveerde de Jode prenten voor twee geschriften van Jacob Cats namelijk voor het ‘Toneel van de Mannelijke Achtbaarheid” en de “Zelfstrijd”. 
Nicolaes Rijckmans was mogelijk een leerling van Pieter I de Jode.
Robert Van de Voerst graveerde zijn portret naar een werk van Antoon Van Dyck. 

## Gravures
- ‘De geboorte’ naar Bartholomäus Spranger.
- ‘Mercurius en Venus’ naar Bartholomäus Spranger.
- ‘Portret van Justus Lipsius’ naar M. Janssens.
- ‘Portret van François I’.
- ‘Mausoleum van Isabella-Claire-Eugénie’ naar Nicolaas van der Horst.
- ‘Portret van Jan van Oostenrijk’ naar Van Hulle.
- ‘Portret van Ferdinand IV’ naar Van Hulle.
- ‘Portret van Ferdinand Karel, archiduc’ naar Van Hulle.
- ‘Het leven en de mirakels van Sint- Catharina’.
- ‘Renaldus en Armida’ naar Antoon van Dyck.
- ‘Portret van Jan Boccatius’ naar Titiaan.
- ‘Christus geeft de sleutels aan Sint-Pieter’ naar Pieter Paul Rubens